# Марянкі (Білобжезький повіт)
Марянкі (пол. Marianki) — село в Польщі, у гміні Стромець Білобжезького повіту Мазовецького воєводства.
Населення — 122 особи (2011).
У 1975-1998 роках село належало до Радомського воєводства.

## Демографія
Демографічна структура станом на 31 березня 2011 року:
|          | Загалом | Допрацездатний вік | Працездатний вік | Постпрацездатний вік |
| -------- | ------- | ------------------ | ---------------- | -------------------- |
| Чоловіки | 62      | 10                 | 43               | 9                    |
| Жінки    | 60      | 7                  | 41               | 12                   |
| Разом    | 122     | 17                 | 84               | 21                   |